# Walibi Belgium
Pour les articles homonymes, voir Walibi.
Walibi Belgium (nom original Walibi) est un parc d'attractions conçu par l'homme d'affaires belge Eddy Meeùs et qui a été inauguré le 26 juillet 1975. Il est localisé en Belgique sur des terrains situés dans les communes de Wavre, Limal et Bierges (d'où le nom : Wa pour Wavre, li pour Limal, et bi pour Bierges). Sa mascotte est un kangourou de couleur orange dénommé également Walibi, en référence au wallaby.
À l'origine du groupe Walibi, le parc et ses installations (dont le complexe aquatique Aqualibi inauguré en 1987) ont été l'objet à plusieurs reprises d'acquisitions par des groupes étrangers entre 1997 et 2006. Le parc a été ainsi la propriété du groupe américain Premier Parks (devenu par la suite Six Flags Inc.) de 1997 à 2004, société qui le rebaptise Six Flags Belgium en 2001 en y ajoutant une quinzaine d'attractions et de nouveaux personnages. Par la suite de difficultés financières du groupe aux États-Unis, le parc sera cédé en 2004 à une société de capital Palamon Capital Partners qui décide de le renommer Walibi Belgium en 2005. L'année suivante, le parc est de nouveau vendu cette fois-ci au groupe français compagnie des Alpes via sa filiale Grévin & Cie (devenue CDA Parks).
Considéré comme faisant partie aujourd'hui du patrimoine belge, Walibi Belgium a été pendant de nombreuses années une tribune de la bande dessinée belge, notamment via un contrat avec les Éditions du Lombard qui, en accord avec Hergé, fixa la présence des personnages des Aventures de Tintin dans le parc dès 1975, ce qui contribua à sa renommée jusqu'au milieu des années 1990. De 2005 à 2010, les personnages de bande dessinée étaient de nouveau à l'honneur avec l'arrivée de Boule et Bill et Bob et Bobette, sans oublier Lucky Luke qui y a fait son entrée en 1998. Il est l'un des parcs à thème d'Europe à avoir été distingué par un Thea Award, décerné par la Themed Entertainment Association.
Walibi Belgium est un parc saisonnier dont la période d'ouverture s'étale en général de début du mois d'avril jusqu'au début du mois de novembre. Divisé en plusieurs zones thématiques, il cible principalement les familles et propose au public une quarantaine d'attractions pour tout type de frisson.

## Historique

### Origine du projet
En 1970, le Belge Eddy Meeùs cherche à se lancer dans une nouvelle activité pour y investir son argent.
Il achète un étang à Limal, dans le Brabant wallon, pour y réaliser des démonstrations de téléski nautique, activité dont il vient d'acquérir les droits de vente exclusive pour le Benelux. Face à un important investissement, Eddy Meeùs réfléchit alors à un projet plus important pour des retours rentables. Son intention évolue pour ne pas seulement vendre le produit, mais aussi l'exploiter pour le public. L'idée d'un parc d'attractions est lancée.

### Walibi

Logo original de Walibi (1975) dessiné par Guy Dessicy.

Pour nommer le parc d'attractions, Eddy Meeùs pense à construire un nom à partir de Wavre, la commune la plus proche et la plus connue des environs. Étant donné qu'il se trouve réellement sur la commune de Limal et qu'une partie du parking se trouve également sur Bierges, l'idée est de créer un nom au départ des premières syllabes des trois communes : Limal, Bierges et Wavre. Il s'arrête sur Walibi. Son fils Thierry Meeùs lui dit que cela le fait penser au petit marsupial australien, le wallaby. Le nom du parc et son emblème sont désormais définitifs. 
Walibi ouvre ses portes au public le 26 juillet 1975. Le Téléski nautique y est installé au bord d'une plage de sable fin.
Meeùs réalise une attraction phare : Le Temple du Soleil, en accord avec Hergé. Cette collaboration est le début d'une série de projets d'attractions grâce à un contrat signé avec les Éditions du Lombard.
Walibi lance en Belgique et en Europe le concept du ticket unique à la journée donnant libre accès à toutes les attractions. La première saison se clôt avec 47 000 visiteurs. 
En 1978, la Rivière sauvage, premier parcours de bûches construit en Belgique, est un succès. Le parc accueille près de 700 000 personnes. La Grande roue est l'une de nouveautés de 1979. Le plus gros investissement est l'achat de Tornado, un Double Corkscrews, premier circuit de montagnes russes à posséder deux inversions en Europe.
Meeùs décide de remplacer Le Temple du Soleil par une attraction plus grande et plus moderne, toujours centrée sur les aventures de Tintin : Le Secret de la Licorne. Le parc clôt la saison 1980 avec un nouveau record, il dépasse la barre symbolique du million de visiteurs avec un total de 1 150 000.

### Walibi Wavre

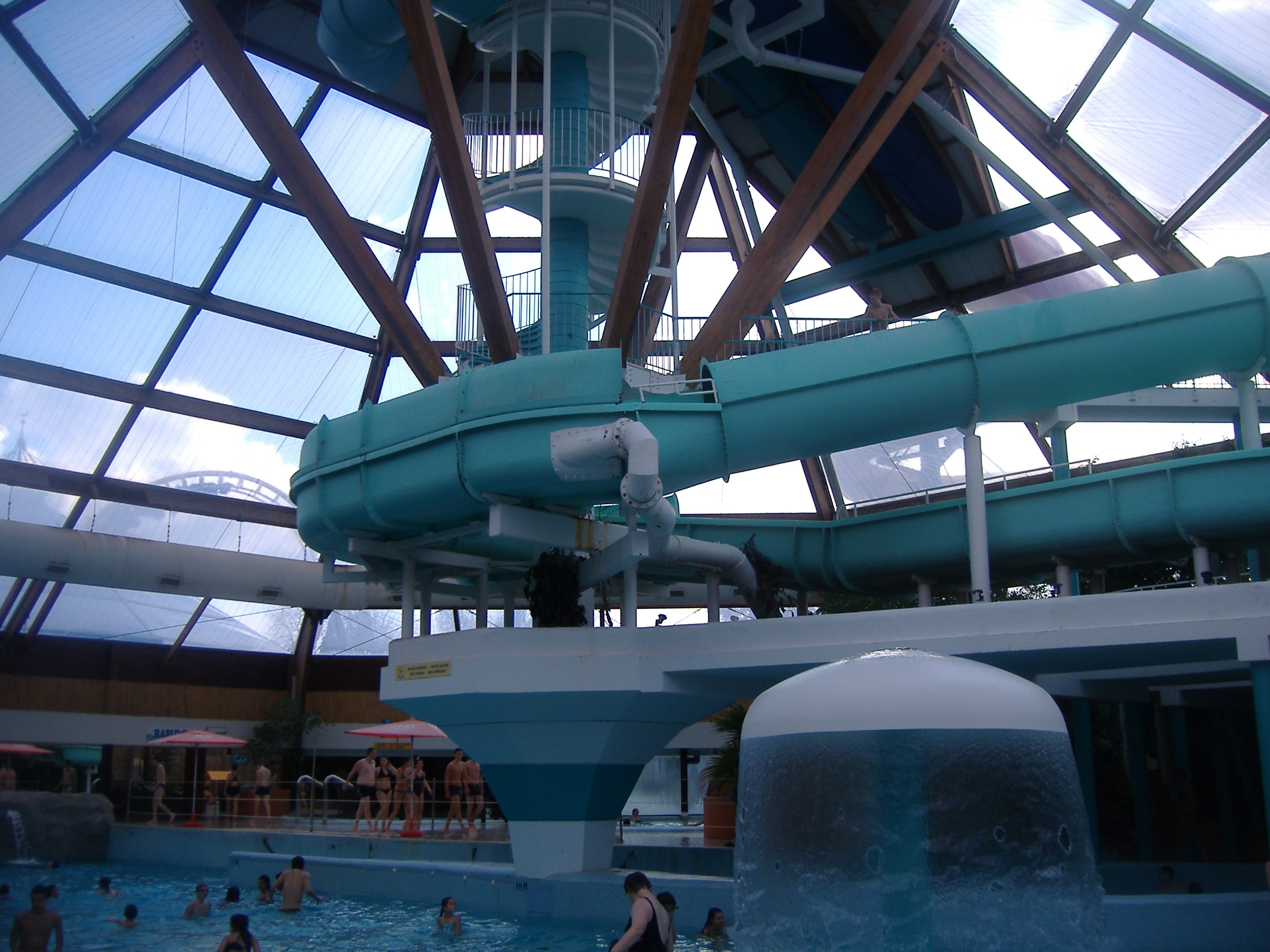
Aqualibi (1987)

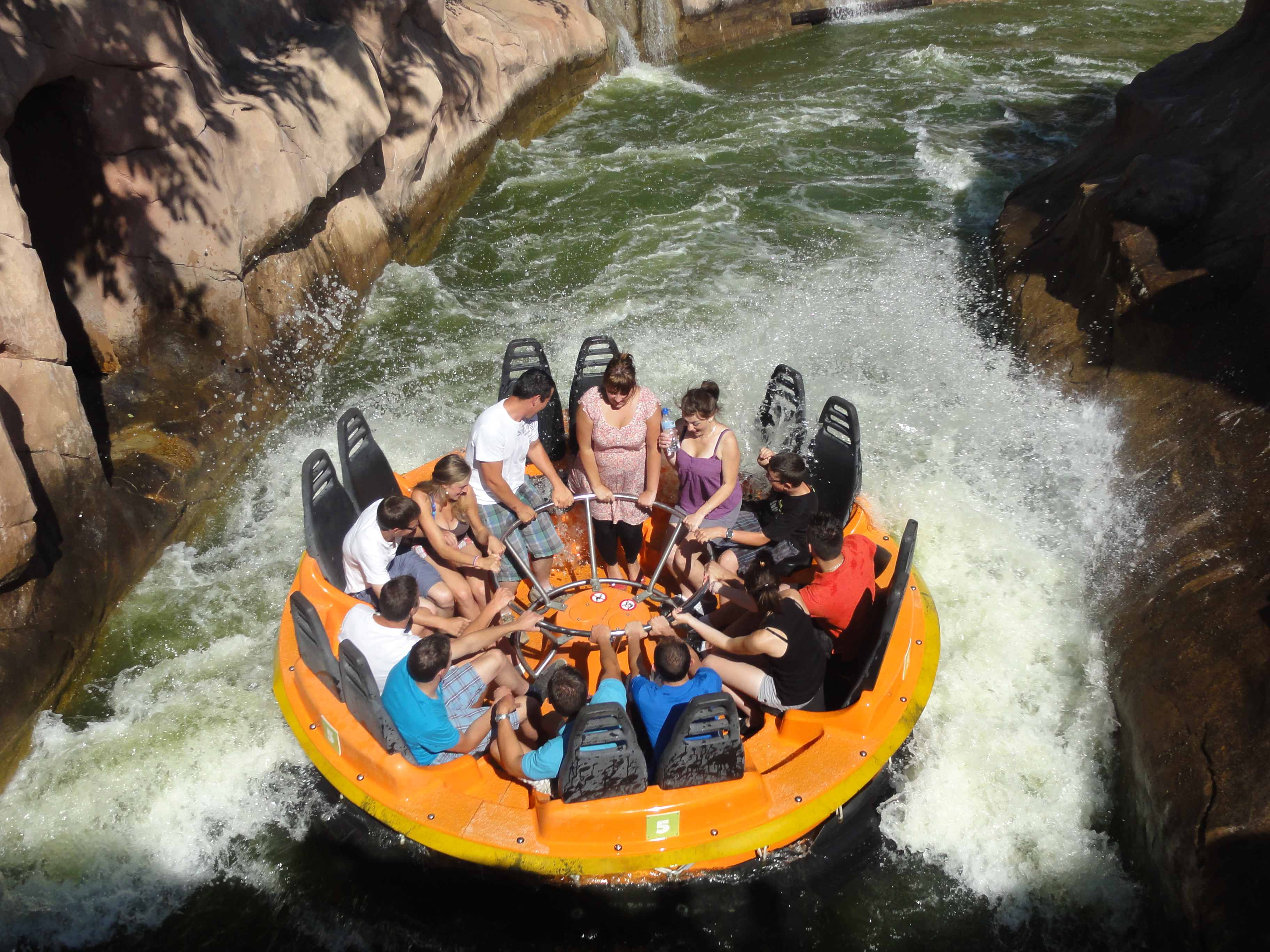
Radja River (1988)

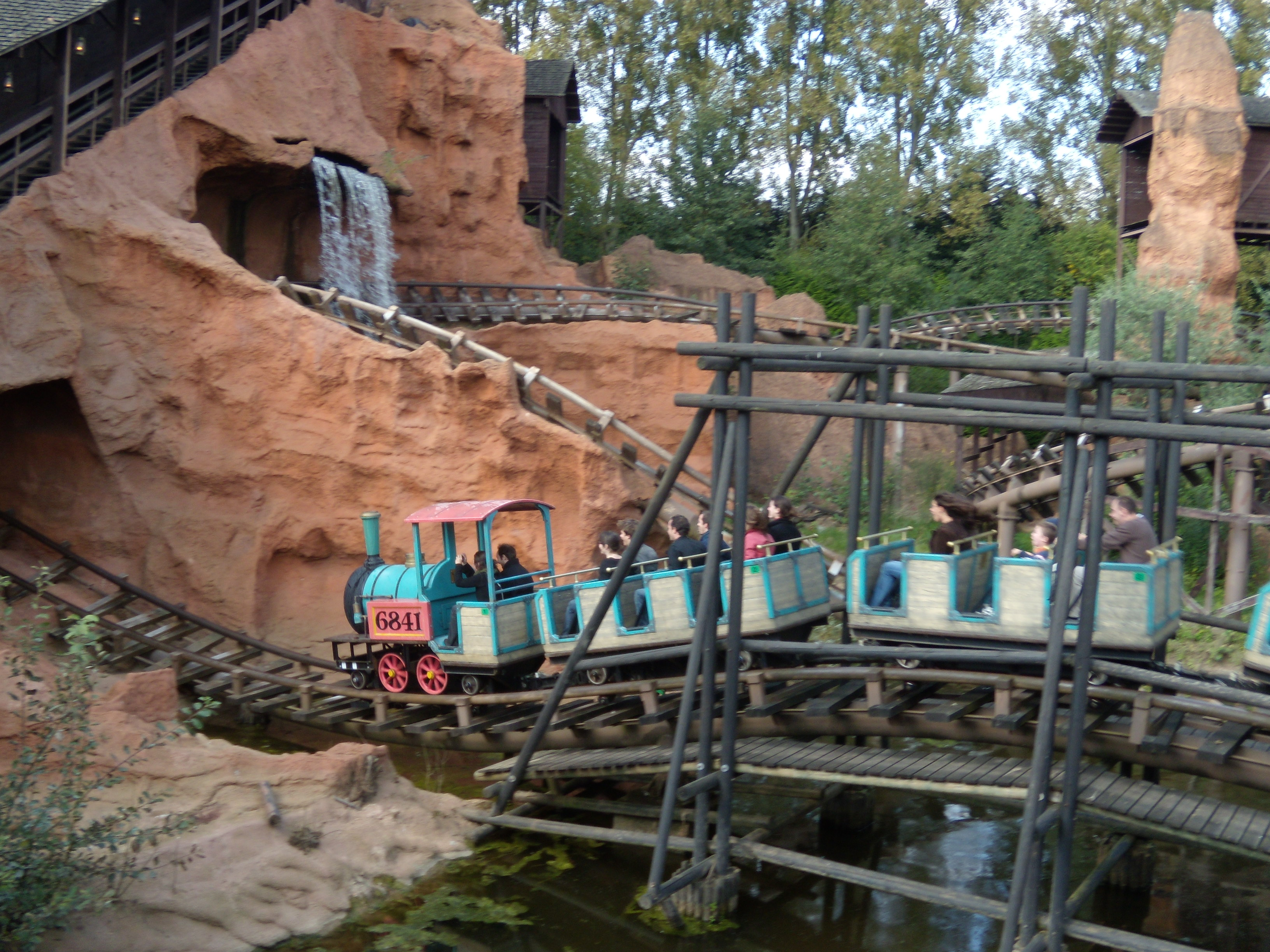
Colorado (1992)

Eddy Meeùs reçoit et accepte en 1981 la proposition de prendre une participation dans Avenir Land, futur Walibi Rhône-Alpes, et intervient pour les projets d'expansion du parc français à partir de cette date,. Ceci représente les prémices du groupe Walibi et engendre le changement de nom du parc belge pour Walibi Wavre.
En 1982, le Sirocco accueille ses premiers visiteurs. Première du genre en Europe, le train de ce Shuttle Loop est catapulté à 85 km/h vers un looping vertical avant de se retrouver face à une portion inclinée à 70° et haute de 42 mètres où, une fois avoir perdu sa vitesse, il repart en arrière. Il réalise alors le même parcours pour finalement se retrouver sur une autre portion inclinée de l'autre côté, où il repart en marche avant l'arrivée en gare. Le tout en 35 secondes.
Walibi Wavre inaugure en 1985 le Water Dark Ride Le Palais d'Ali Baba à l'image de Fata Morgana à Efteling. Pour étendre les activités de Walibi Wavre, éclot en 1986 l'idée de construire un parc aquatique couvert, à l'image de celui situé à Duinrell aux Pays-Bas. Aqualibi est inauguré en retard le 6 juillet 1987. Outre son statut de première en Belgique, l'originalité d'Aqualibi vient également du fait qu'il est considéré comme une attraction du parc, chaque visiteur ayant droit de s'y amuser durant 1 h 15 pendant la journée. C'est en fin de saison qu'il devient un parc aquatique permanent, c'est-à-dire ouvert toute l'année et en soirée.
Le circuit de bouées à forte capacité baptisé Radja River est la nouveauté de l'année 1988. Avec la combinaison de la Radja River et d'Aqualibi, le succès populaire est au rendez-vous, et le 10 août 1988, le parc accueille son douze millionième visiteur. Le développement du parc est ensuite mis de côté car, après l'introduction du groupe Walibi à la Bourse de Bruxelles le 24 juin 1988, Eddy Meeùs et son équipe se concentrent sur une série d'acquisitions. 
En 1990, le groupe Walibi achète Bellewearde. 
Le Colorado représente en 1992 l'investissement le plus important de l'histoire du parc. Ce train de la mine est construit sur une superficie d'un hectare dans un décor inspiré des montagnes rocheuses du Grand Canyon. À la fin de la saison 1993, le groupe Walibi décide de freiner une nouvelle fois ses investissements sur le parc, car d'autres exploitations ont été acquises et la marge bénéficiaire du groupe en a souffert.
En 1995, le parc célèbre ses vingt ans et renoue avec les gros investissements en injectant environ 4,9 millions d'euros dans trois nouveautés,. La principale est Flash Back, un nouveau parcours de bûches.
Eddy Meeùs décide en octobre 1996 de ne plus assurer la gestion du parc donnant les rênes à son fils Thierry Meeùs,. De plus, il cherche à vendre Walibi Flevo, déçu par sa mauvaise fortune. Il rencontre en novembre 1996 le directeur de l'entreprise américaine Premier Parks et lui propose l'acquisition de certains de ses parcs. Les Américains offrent de racheter la totalité du groupe Walibi, ce que refuse Eddy Meeùs.
En 1997, le parc tente de renouveler le « contrat Tintin » avec Moulinsart SA mais c'est un échec, et l'ensemble des références aux aventures de Tintin disparaissent totalement des allées et des attractions. Avec 1 000 000 visiteurs, le bilan de la saison 1997 est meilleur qu'en 1996.

### Vente au groupe Premier Parks et un nouveau nom: Six Flags Belgium

Logo de Six Flags Belgium

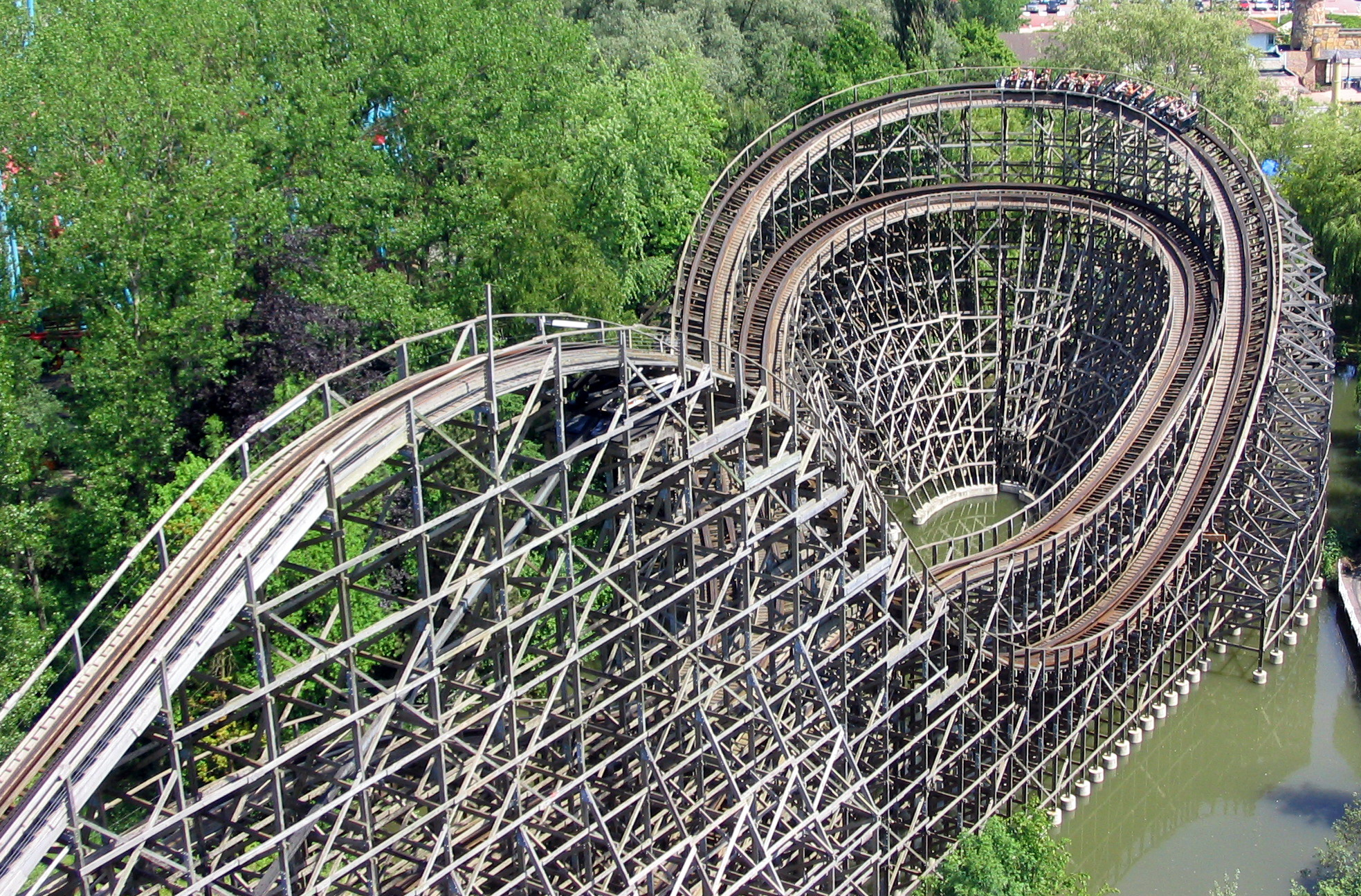
Loup Garou (2001)

Le 15 décembre 1997, Eddy Meeùs revient sur sa décision et négocie la vente du groupe Walibi avec Premier Parks. L'acquisition du Groupe et donc de Walibi Wavre est close le 24 mars 1998. Durant l'intersaison 1997-1998, le public assiste au dernier plan d'investissement de l'équipe d'Eddy Meeùs : Lucky Luke City, un nouvel espace consacré à l'univers de Lucky Luke. La nouvelle tour de chute Dalton Terror est le jour de son inauguration la première de son genre en Belgique et la plus haute du monde. Premier Parks prend la gestion du groupe en mai.
En 1999, le parc inaugure trois nouveautés dont le Vampire, premières montagnes russes de ce type en Belgique. Le parc enregistre une augmentation d'un peu plus de 30 % de visiteurs pour clore à 1 350 000 entrées. Premier Parks se rebaptise Six Flags en 2000. En fin de saison, Walibi Wavre organise, pour la première fois, une saison Halloween. Durant l'hiver 2000-2001, le parc devient un immense chantier.
En janvier 2001, la direction de Six Flags annonce la transformation du parc ainsi que son nouveau nom : Six Flags Belgium. Propriétaire des droits de Warner Bros., Six Flags décide d'introduire des personnages des licences Looney Tunes, parmi lesquels Bugs Bunny – qui en devient le symbole principal – ainsi que Batman. L'investissement conséquent avec environ 30 millions d'euros pour une quinzaine de nouvelles attractions. L'un des plus gros investissements est un circuit de montagnes russes en bois baptisé Loup Garou. Ce sont les premières montagnes russes de ce type en Belgique. La zone Ali Baba fait place à des montagnes russes de type Boomerang : Cobra. Une zone enfants sur l'univers des Looney Tunes est créée et nommée Bugs Bunny Land.
Le décès d'Eddy Meeùs est annoncé le 24 novembre 2001.
Pour 2003, Six Flags Belgium inaugure une attraction, Challenge of Tutankhamon, un parcours scénique interactif.

### Vente à Palamon Capital Partners et un nouveau nom: Walibi Belgium
Empreint à de grosses difficultés financières, Six Flags procède à la vente de sa division européenne, y compris Six Flags Belgium. Le fonds d'investissement privé londonien, Palamon Capital Partners, se porte acquéreur du groupe en mars 2004 pour 200 millions de USD. Palamon renomme le groupe en Star Parks. Six Flags Belgium doit abandonner la marque Six Flags et les licences Warner,.
Après une étude de marché, il apparaît que le nom et la marque Walibi ont, aux yeux des Belges, une grande importance et une certaine valeur sentimentale. Star Parks revient aux sources pour le trentième anniversaire du parc et convie la presse au Centre belge de la bande dessinée pour annoncer le retour du kangourou et le nom Walibi Belgium. Star Parks annonce également le retour de la thématique de la bande dessinée avec l'introduction de deux séries : Boule et Bill et Bob et Bobette. En parallèle, elle remet en avant les personnages de Lucky Luke.
L'inauguration du « nouveau Walibi » a lieu le 26 mars 2005. La nouveauté de l'année est Cinéma 4D SpongeBob, un cinéma 4-D conçu par SimEx-Iwerks (en) qui diffuse le film SpongeBob Square Pants 4-D Ride sur le thème de Bob l'éponge, une licence de Nickelodeon. Le parc enregistre une augmentation de 10 % de sa fréquentation durant l'été.

### Vente à la compagnie des Alpes
En mai 2006, Walibi Belgium tombe dans le giron de la compagnie des Alpes, entreprise en expansion sur le marché des parcs de loisirs en Europe,. Le parc conserve son nom ainsi que l'utilisation des licences de bande dessinée.

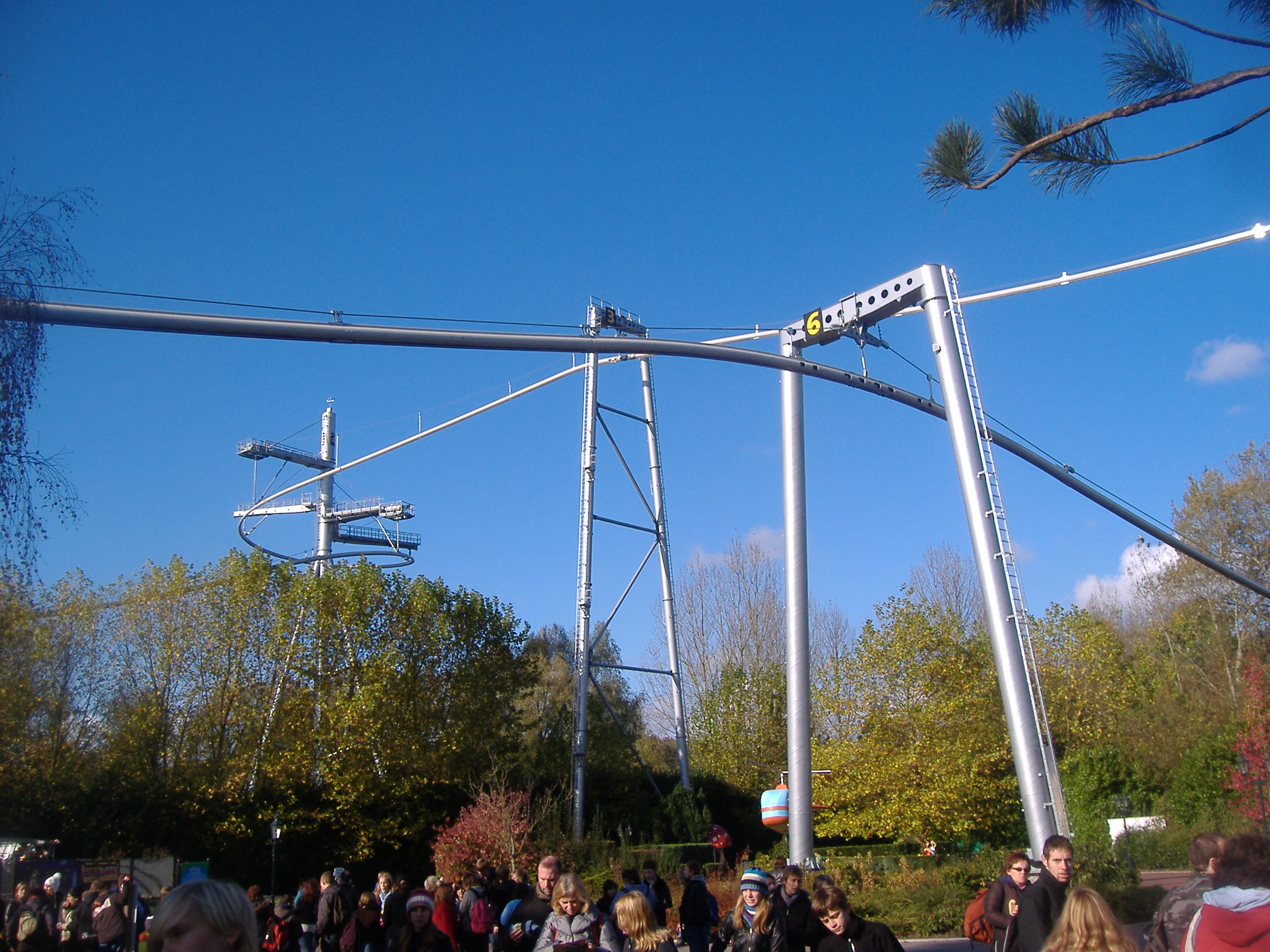
Vertigo (2006)

Baptisée Vertigo, la nouveauté 2006 est reportée à 2007,. L'attraction accueille les visiteurs à partir de la mi-juin, mais uniquement quelques heures par jour et de façon intermittente. L'inauguration officielle est reportée à l'année suivante. Le 8 mai 2008, la presse et un invité spécial, Jean-Claude Van Damme, sont conviés à l'inauguration officielle. Quelques jours après, Vertigo est fermé et reste inaccessible tout l'été. En fin de saison, la direction décide de démonter Vertigo en accord avec le constructeur.

Le 20 janvier 2011, la compagnie des Alpes communique sur la création d'un nouvel univers contemporain et de nouveaux personnages avec pour fil conducteur le thème de la musique. Avec comme cible marketing les enfants âgés de huit à douze ans, le kangourou change radicalement de style. Les licences de Boule et Bill, Bob et Bobette et Bob l'éponge sont abandonnées afin de laisser place à la nouvelle thématique. Seule la licence de Lucky Luke est conservée.
L'année 2013 marque la transformation du Shuttle Loop d'Anton Schwarzkopf en Psyké Underground. En 2014, la licence Lucky Luke est arrêtée, toute décoration en rapport avec ce personnage disparaît.
Walibi investit dans les montagnes russes Pulsar en 2016. Le parcours de cette nouvelle attraction du modèle Power Splash est alors unique au monde.

### Worlds of Walibi (depuis 2018)

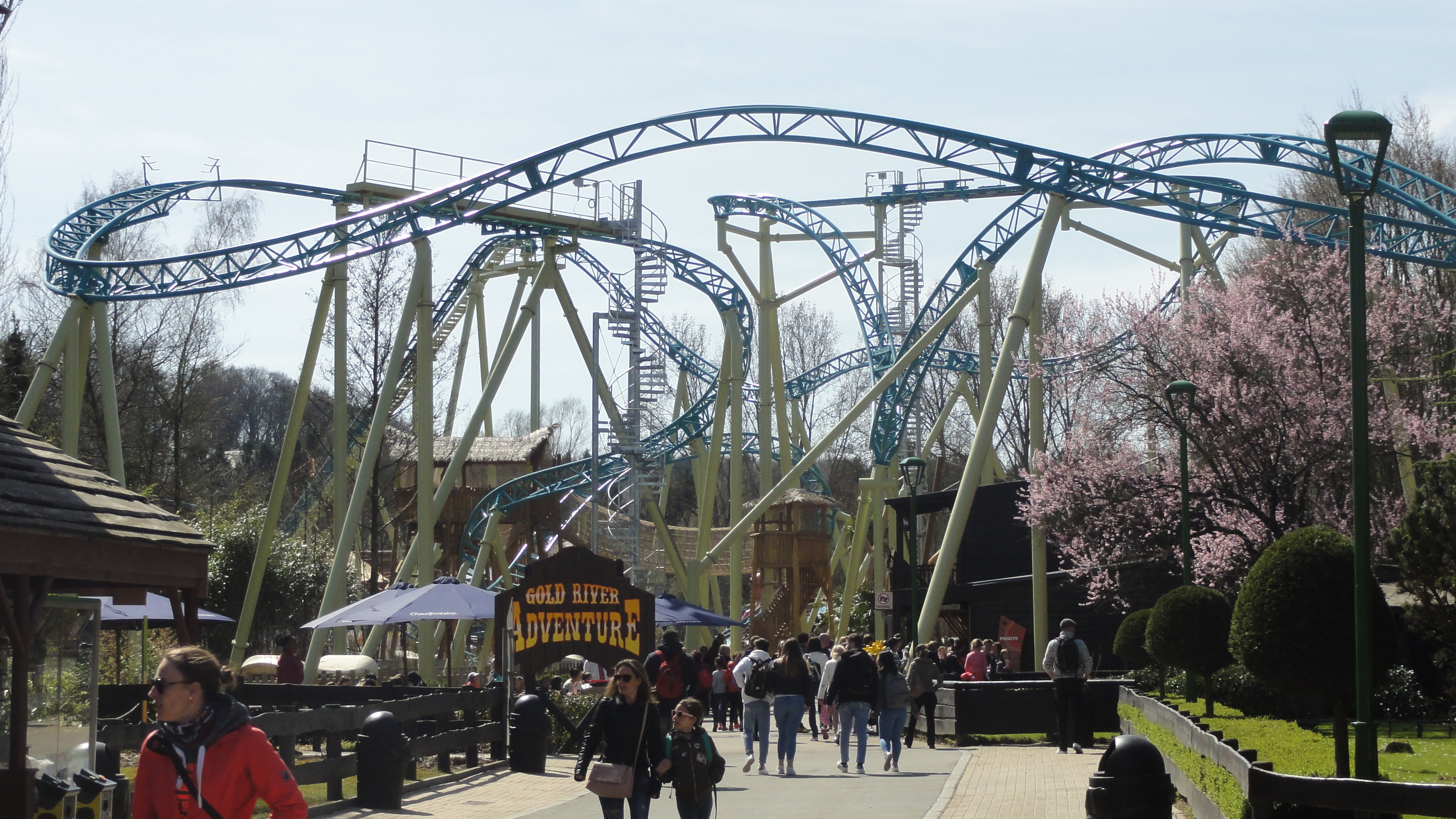
Tiki-Waka.

Walibi annonce le 22 juin 2017 son plan d'investissements pour les prochaines années. Ils comptent, d'ici 2023, transformer 75 % du parc en créant huit zones thématiques : Worlds of Walibi. Dix nouvelles attractions sont également prévues. Le montant des investissements s'élève à 100 millions d'euros.

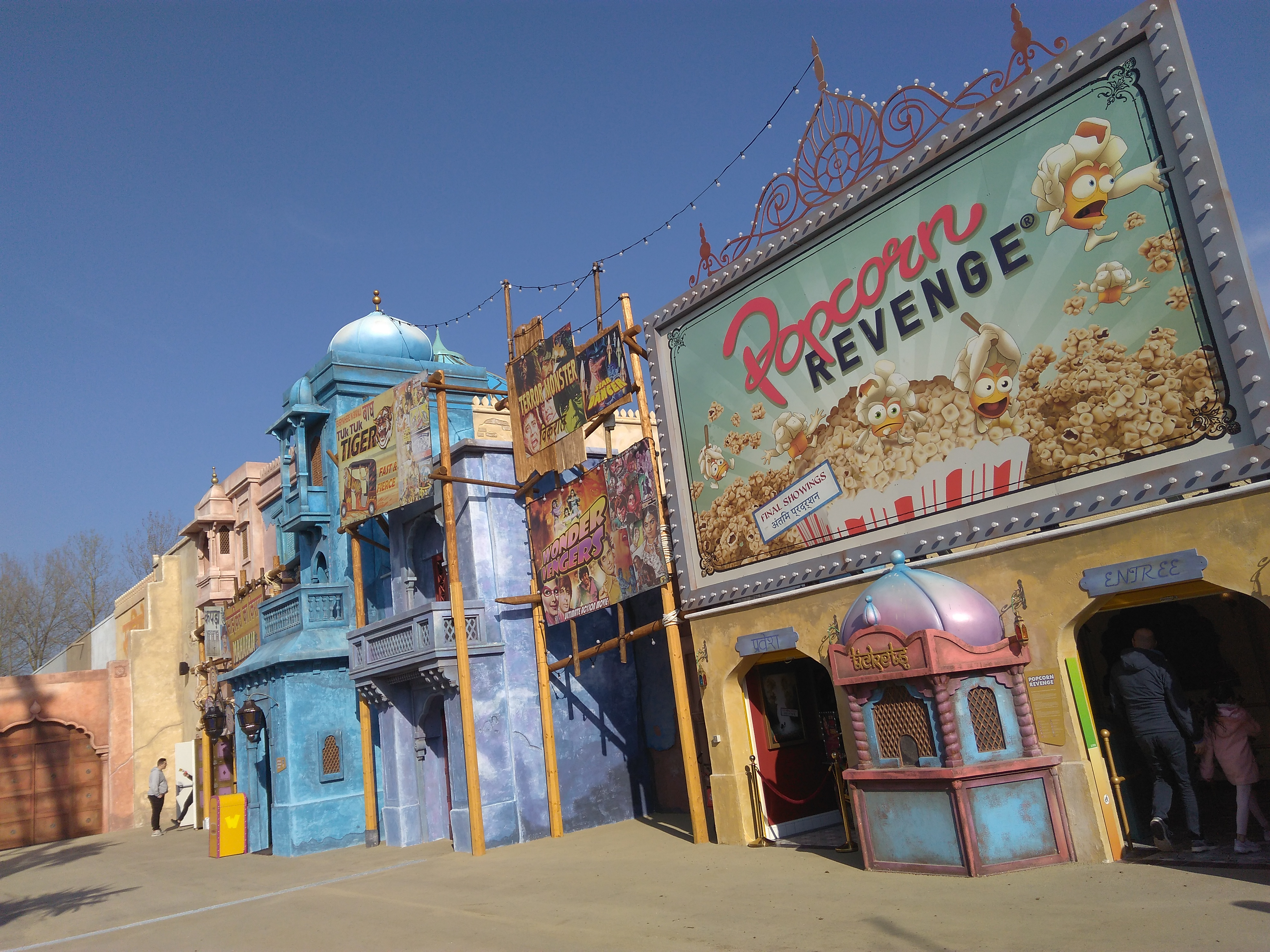
Popcorn Revenge.

Tout commence en 2018, avec les montagnes russes Tiki-Waka. L'enveloppe des investissements 2018 s'élève à douze millions d'euros,. Cette politique d'investissements porte ses fruits car le parc dépasse la barre symbolique du million de visiteurs à la fin de l'été. Il s'agit d'une performance car Walibi n'a jamais dépassé ce seuil depuis son intégration au sein de la compagnie des Alpes. Walibi Belgium affiche une fréquentation de 1,05 million. En 2019, dix-sept millions d'euros sont investis, principalement dans les attractions Popcorn Revenge et Fun Pilot et un million de personnes fréquente le parc.

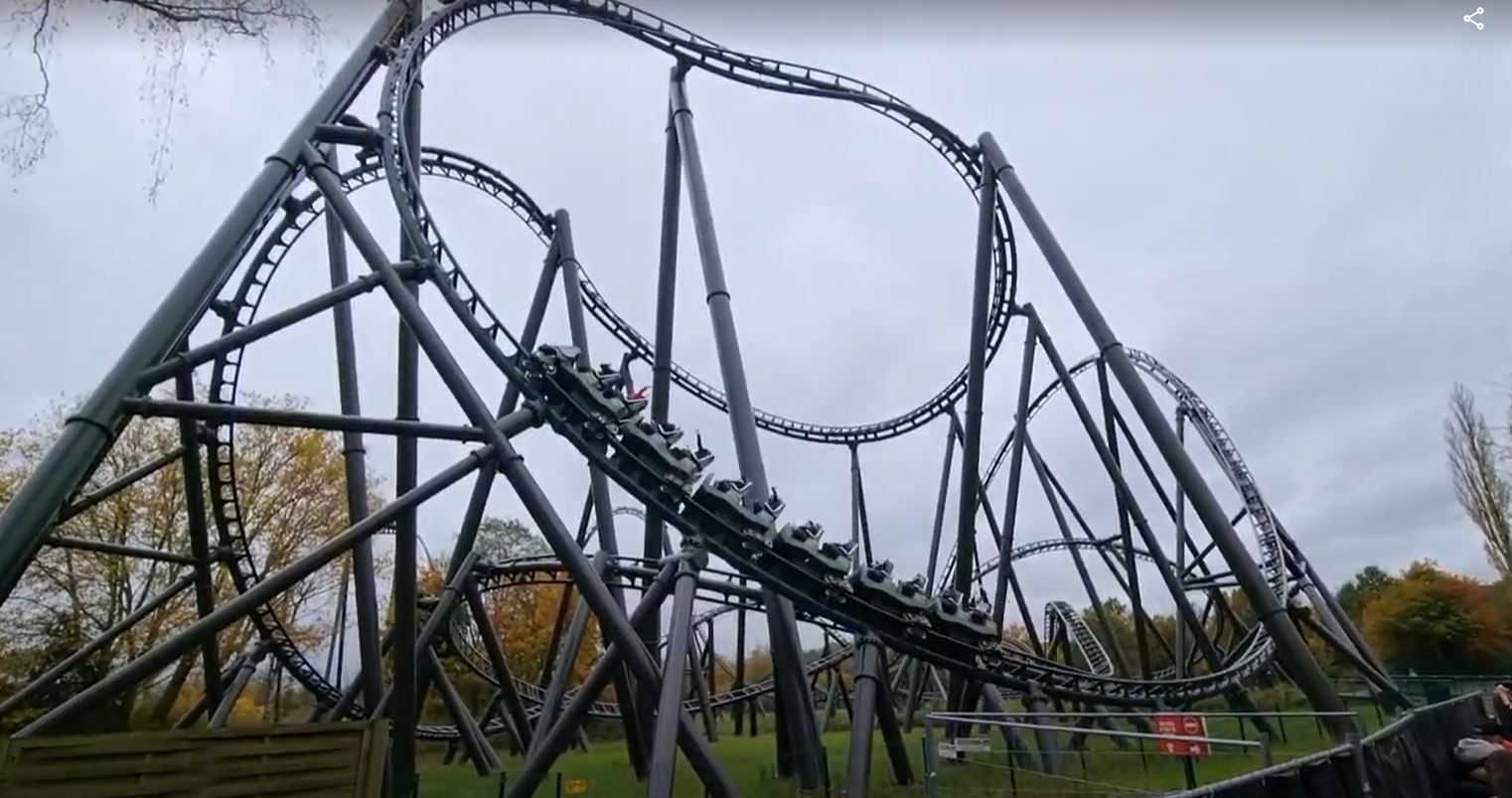
Kondaa.

En 2021, 25 millions d'euros sont investis pour Kondaa et sa zone. 
Pour l’année 2023, le parc accueille environ 1.4 millions de visiteurs.
En 2025, Walibi ouvre une nouvelle zone appelée Dock World, composée de Mecalodon, un nouveau parcours de montagnes russes familiales et l'intégration de Flash Back et Psyké Underground dans une nouvelle thématisation,.

## Attractions

### Attractions actuelles et futures
Ci-dessous sont listées par catégorie les attractions du parc. Les attractions futures sont des projets, ceux-ci sont peut-être amenés à changer.

#### Montagnes russes
| Nom           | Type / Modèle            | Constructeur      | Année | Commentaire |
| ------------- | ------------------------ | ----------------- | ----- | --- |
| Calamity Mine | Train de la mine / 785 m | Vekoma            | 1992  | Anciennement Colorado jusqu'en 1997                                                                                                  |
| Cobra         | Navette / Boomerang      | Vekoma            | 2001  | |
| Fun Pilot     | Junior / Force - 190     | Zierer            | 2019  | |
| Kondaa        | Méga montagnes russes    | Intamin           | 2021  | Montagnes russes les plus hautes (50 mètres) et les plus rapides (113 km/h) du Benelux sur une surface de 220 mètres sur 140 mètres, |
| Loup Garou    | Bois                     | Vekoma            | 2001  | |
| Mecalodon     | Montagnes russes lancées | Gerstlauer        | 2025  | |
| Pulsar        | Métal / PowerSplash      | Mack Rides        | 2016  | |
| Tiki-Waka     | Métal / Bobsled Coaster  | Gerstlauer        | 2018  | |
| Turbine       | Navette / Shuttle Loop   | Anton Schwarzkopf | 1982  | Anciennement Sirocco jusqu'en 1998, Turbine jusqu'en 2008. Fermé de 2009 à 2012.Psyké Underground de 2013 à 2024.                    |
| Vampire       | Inversées / SLC 689      | Vekoma            | 1999  | |

#### Attractions à sensations fortes
| Nom           | Type / Modèle                   | Constructeur          | Année | Commentaire |
| ------------- | ------------------------------- | --------------------- | ----- | --- |
| Nom inconnu   | Sky Fly                         | Gerstlauer            |       | En développement |
| Buzzsaw       | Top Spin                        | Huss Park Attractions | 2001  | Anciennement The Screamer jusqu'en 2007                                                                                 |
| Dalton Terror | Tour de chute libre             | Intamin               | 1998  | En 2013, changement du décor qui référençait les frères Dalton de Lucky Luke                                            |
| Octopus       | Wipeout                         | Chance Morgan         | 2001  | |
| Spinning Vibe | Breakdance                      | Huss Park Attractions | 2001  | Anciennement Cilindri Rotanti jusqu'en 2012                                                                             |
| Tous en boîte | Tasses / Dancing Cups           | Chance Morgan,.       | 2001  | Anciennement Salsa y Fiesta jusqu'en 2024                                                                               |
| Wave Swinger  | Chaises volantes / Wave Swinger | Zierer                | 2001  | Anciennement French Cancan jusqu’en 2012. Construit sur l'emplacement de l'ancien bâtiment du spectacle des perroquets. |

#### Attractions aquatiques
| Nom         | Type / Modèle    | Constructeur | Année | Commentaire                            |
| ----------- | ---------------- | ------------ | ----- | -------------------------------------- |
| Nom inconnu | Twist 'n' Splash | Mack Rides   |       | En développement                       |
| Pédalos     | Pédalos          |              | 2025  | Attraction temporaire (50 ans du parc) |
| Flash Back  | Bûches           | Mack Rides   | 1995  |                                        |
| Radja River | Bouées           | Intamin      | 1988  |                                        |

#### Attractions familiales
| Nom                      | Type / Modèle                | Constructeur                 | Année | Commentaire |
| ------------------------ | ---------------------------- | ---------------------------- | ----- | --- |
| 4D - Los Banditos        | Cinéma 4-D                   | SimEx-Iwerks                 | 2005  | Anciennement Tempo Attack (2015-2019), Rokken Roll Wab Cinema 4D (2011-2014), Cinéma 4D SpongeBob (2005 à 2010) et le Cinéma 3D (1989-2000) |
| Challenge of Tutankhamon | Parcours scénique interactif | Sally Corporation / ETF      | 2003  | Situé dans l'ancien bâtiment du Secret de la Licorne                                                                                        |
| Grand Carrousel (le)     | Carrousel                    | Euro Sujets                  | 1990  | Anciennement Galopant (1990-2000) |
| Melody Road              | VeteranCars                  | Metallbau Emmeln             | 1979  | Anciennement Vieux tacots (1979-1997), Old Timers (1998-2004), Boule et Bill Autostop (2005-2010) et Autostop (2011-2012)                   |
| Palais du Génie (le)     | Mad House                    | Vekoma                       | 2001  | |
| Popcorn Revenge          | Parcours scénique interactif | Alterface / JoraVision / ETF | 2019  | Situé dans l'ancien bâtiment du Palais d'Ali Baba (1985-2001)                                                                               |
| Silverton                | Manège Sidecar XL            | Technical Park               | 2023  | Situé à la place du Tuf Tuf Club |
| Stormy                   | Dragon Boat                  | Zierer                       | 1999  | Anciennement Dragon Boat (1999-2024) |
| Tapis volant (le)        | Tapis volant                 | SBF Visa Group               | 2001  | |
| Tiki Trail               | Parcours aventure en forêt   | Evasion                      | 2018  | 5 tours (dont 1 avec toboggan et 1 à 2 étages) pour 4 ponts (dont 1 pont de singe) pour 7 m de haut                                         |

#### Attractions pour enfants
| Nom                 | Type / Modèle     | Constructeur     | Année | Commentaire |
| ------------------- | ----------------- | ---------------- | ----- | --- |
| 4X4 Adventure       | Convoy            | Zamperla         | 2001  | Anciennement Haaz' Garage de 2011 à 2019, Koa Transport de 2005 à 2010 et Transports Taz & Co jusqu'en 2004                                                                          |
| Bling Bling Madness | Pump Cars         | Zamperla         | 2001  | Anciennement Rocky's Mine de 2005 à 2010 et La mine d'or de Yosemite Sam jusqu'en 2004                                                                                               |
| Bubble Swirl        | Samba Balloon     | Zamperla         | 2001  | Anciennement Fibi's Bubble Swirl de 2011 à 2019, Walibi Autour du Monde de 2005 à 2010 et Elmer autour du monde jusqu'en 2004                                                        |
| Fun Recorder        | Mini Jet          | Zamperla         | 2001  | Anciennement Walibi's Fun Recorder de 2011 à 2019, Oscar Mini-Jets de 2005 à 2010 et Avion-école Marvin le Martien jusqu'en 2004                                                     |
| Graffiti Shuttle    | Crazy Bus         | Zamperla         | 2001  | Anciennement Zenko's Graffiti Shuttle de 2011 à 2019, Le sous-marin de Nena de 2005 à 2010 et Le sous-marin fou de Daffy jusqu'en 2004                                               |
| Guitar Riff         | Mini Tower        | SBF Visa Group   | 2000  | Anciennement Albero Magico de 2001 à 2012 et Tree House jusqu'en 2000 |
| Kids Airlines       | Petits avions     | Marcel Lutz      | 1975  | Anciennement Avions jusqu'en 1991, Baby Kangourou de 1992 à 1999 rénové pour la saison 2000 en Petits Avions, renommé Piccolo Pilota de 2001 à 2012 et SkunX Airlines de 2013 à 2019 |
| Kondaala            | Barnstormer       | Zamperla         | 2001  | Situé dans la zone enfantine jusqu'en 2020. Anciennement Stunt Flight (2020), Squad's Stunt Flight (2011-2019), Wok on Air (2005-2010) et Les acrobaties de Grosminet (2001-2004).   |
| Little Swing        | Swing Ride        | SBF Visa Group   | 2000  | Anciennement Giostra di Miele de 2001 à 2012 et Abeilles Volantes jusqu'en 2000 |
| Mini Tour           | Rio Grande Train  | Zamperla         | 2001  | Anciennement Wab Mini Tour de 2011 à 2019, Mama Lily's Train de 2005 à 2010 et Le petit train de Charlie le Coq jusqu'en 2004                                                        |
| Poneys              | Chevaux Galopants | Metallbau Emmeln | 1979  | Anciennement Jolly-Jumper Ranch de 1998 à 2006 et Pampa Poneys jusqu'en 1997 |
| Spinning Taxi       | Crazy Tour        | SBF Visa Group   | 2000  | Anciennement Squad Taxi de 2013 à 2019, La Polizia de 2001 à 2012 et Mini Police jusqu'en 2000                                                                                       |
| Tchou-Tchou Express | Petit train       | Metallbau Emmeln | 1990  | Anciennement SkunX Tour (2013-2019), Tchou Tchou (2001-2012), Walibiland (1994-2000) et Kangourouland (1990-1994). Amené à prendre place près du Psyké Underground.                  |
| Tree House          | Plaine de jeux    |                  | 2001  | Anciennement Wab Tree House de 2011 à 2019, Cabanes de Boris de 2005 à 2010 et Looney Tunes Tree House jusqu'en 2004                                                                 |

### Attractions disparues
Ce récapitulatif des attractions disparues est non exhaustif, car la plupart des attractions foraines et temporaires des premières années d'exploitation du parc sont difficiles à lister. Le Métro et les Fontaines musicales en sont des exemples.
| Nom                       | Catégorie         | Type / Modèle          | Constructeur                       | Ouverture  | Fermeture          | Commentaire                                                                                                |
| ------------------------- | ----------------- | ---------------------- | ---------------------------------- | ---------- | ------------------ | --- |
| Autoscooters              | Familial          | Autos-tamponneuses     |                                    | 1975       | 2000               | Démontées pour laisser place au Loup Garou                                                                 |
| Ball Pool                 | Enfants           | Piscine à boules       |                                    | 1998       | 2000               | Détruite pour laisser place à Cobra                                                                        |
| Bidule (le)               | Sensations fortes |                        |                                    | 1978       | avant 1989         | Attraction foraine louée par Walibi                                                                        |
| Big Yoyo                  | Familial          | Paratower              | Vekoma                             | 1981       | 1998               | Remplacé par Spinning Vibe                                                                                 |
| Bounty                    | Sensations fortes | Looping Starship       | Intamin                            | 1992       | 2002               | Démonté en 2006. Attraction provenant de Zygofolis                                                         |
| Calypso                   | Sensations fortes | Calypso                |                                    | 1978       | avant 1989         | |
| Carrousel 1887            | Familial          | Carrousel              | Savage                             | 1978       | 1989               | Remplacé par Le Grand Carrousel. Relocalisé à Koningin Juliana Toren en 1990.                              |
| Carrousel 1925            | Enfants           | Carrousel              |                                    | avant 1983 | 2000               | |
| Carrousel Enfants         | Enfants           | Carrousel              |                                    | avant 1979 | 1991               | Démonté pour laisser place à la Plaine de jeux                                                             |
| Carrousel Sinbad          | Enfants           | Carrousel              |                                    | 1985       | 2000               | Détruit pour laisser place à Cobra                                                                         |
| Cinéma 2000               | Familial          | Cinéma                 |                                    | 1978       | 1980               | Remplacé par Énergie 2000                                                                                  |
| Cinéma 3D                 | Familial          | Cinéma 3D              |                                    | 1989       | 2000               | Prend la place du Tintin Show, remplacé par Cinéma 4D Spongebob                                            |
| Coccinelle                | Montagnes russes  | Tivoli Small           | Zierer                             | 1999       | 2017               | Amené à prendre la place de La Grande Roue                                                                 |
| Énergie 2000              | Familial          | Spectacle audiovisuel  |                                    | 1981       | 1987               | Remplacé par le spectacle de perroquets                                                                    |
| Garden Bob & Bobette      | Enfants           | Walkthrough            |                                    | 2007       | 2010               | Construit sur l'ancien circuit des Mini-Jeeps                                                              |
| Gold River Adventure      | Familiales        | Tow boat ride          | Intamin                            | 1978       | 2023               | Fermée pour laisser place au nouveau coaster familial propulsé, dans la zone Dock World.                   |
| GO Kart Karting           | Enfants           | Kartings électriques   |                                    | 2010       | 2014               | Attraction payante - Anciennement Grand Prix Go Karting                                                    |
| Go Karting                | Enfants           | Kartings à pédales     |                                    | 2017       | 2019               | Détruit pour laisser place au restaurant de Kondaa                                                         |
| Grand Prix Go Karting     | Familial          | Kartings électriques   |                                    | 2004       | 2008               | Attraction payante - Remplacée par GO Kart Karting                                                         |
| Grand 8 (le)              | Montagnes russes  | Zyklon / Z47           | Pinfari                            | 1975       | 1983               | Relocalisé à Walibi Rhône-Alpes (sous le nom Grand Huit)                                                   |
| Grande Roue (La)          | Familial          | Sky Wheel              | Chance Manufacturing Company, Inc. | 1975       | 1978               | Une attraction homonyme est inaugurée en 1979                                                              |
| Grande Roue (La)          | Familial          | Grande roue            | Vekoma                             | 1979       | 2016               | Nacelles et couleurs modifiées en 2001. Relocalisée à Attractiepark Rotterdam en 2020                      |
| Himalaya                  | Sensations fortes |                        |                                    | 1975       | avant 1989         | Attraction foraine louée par Walibi                                                                        |
| Inferno                   | Sensations fortes | Enterprise             | Huss Park Attractions              | 1979       | 2010               | Anciennement Enterprise jusqu'en 2000                                                                      |
| Jumbo Jet                 | Montagnes russes  | Jet Star 3             | Schwarzkopf                        | 1978       | 1991               | Vendu à Xavier Lapère, un forain français.                                                                 |
| Jumping Jet Coca-Cola     | Aquatique         | Fontaines              |                                    | 1992       | 2000               | |
| Labyrinthe Djinn          | Enfants           | Mini labyrinthe        |                                    | 1985       | 2000               | Détruit pour laisser place à Cobra                                                                         |
| Laserama                  | Familial          | Son et lumière         |                                    | 1981       | 1983               | Remplacé par Tintin Show                                                                                   |
| Matterhorn                | Sensations fortes | Music Express          |                                    | 1975       | entre 1978 et 1989 | Attraction foraine louée par Walibi                                                                        |
| Mini Roue                 | Enfants           | Mini grande roue       |                                    | avant 1987 | 1991               | Démonté pour laisser place à la Plaine de jeux                                                             |
| Mini-Jeeps                | Enfants           | Petites voitures       | Metallbau Emmeln                   | 1979       | 2006               | Démonté pour laisser place à Garden Bob & Bobette                                                          |
| Monaco                    | Familial          | Salle de jeux d'arcade |                                    | avant 1979 |                    | Anciennement Luna Park                                                                                     |
| MusicXpress               | Familial          | Train                  | Severn Lamb                        | 1995       | 2017               | Anciennement Walibi Express (1995-2000 et 2005-2011) et Six Flags Express (2001-2004)                      |
| Orgue Magique             | Familial          | Automates              | Space leisure.                     | 1985       | 1993               | Remplacé par un spectacle de magie en 1994                                                                 |
| Palais d'Ali Baba (le)    | Familial          | Water Dark Ride        | Space leisure                      | 1985       | 2002               | Utilisé comme walkthrough Halloween de 2002 à 2006                                                         |
| Panchito                  | Familial          | Automates              |                                    | 1984       | 1997               | Détruit pour laisser place à la zone Lucky Luke City                                                       |
| Paratroop                 | Sensations fortes | Paratrooper            | Frank Hrubetz & Co                 | 1978       | 1992               | |
| Pédalos                   | Aquatique         | Pédalos                |                                    | avant 1979 | 1991               | |
| Piranha                   | Sensations fortes |                        |                                    | avant 1983 | 1997               | |
| Plaine de jeux            | Enfants           | Plaine de jeux         |                                    | 1992       | 2000               | Détruite pour laisser place à La Via Roma                                                                  |
| Rio Grande (le)           | Aquatique         | Bûches                 | Reverchon                          | 1978       | 1994               | Relocalisé à Walibi Sud-Ouest (sous le nom Drakkar) Anciennement La Rivière sauvage                        |
| Rio Salto (le)            | Aquatique         | Bûches                 | Reverchon                          | 1986       | 1990               | |
| Sensorama                 | Familial          | Son et lumière         |                                    | 1978       | avant 1989         | |
| Secret de la Licorne (le) | Familial          | Water Dark Ride        |                                    | 1980       | 1995               | Remplacé par Challenge of Tutankhamon                                                                      |
| Sky Diver                 | Sensations fortes | SkyDiver               | Funtime                            | 2003       | 2005               | Attraction payante, démontée en 2006                                                                       |
| Télécombat                | Familial          |                        |                                    | avant 1990 | 2000               | |
| Téléradar                 | Enfants           | Manège d'avions        |                                    | avant 1979 | entre 1979 et 1984 | |
| Téléski Nautique          | Aquatique         | Téléski nautique       |                                    | 1975       | 1994               | |
| Temple du Soleil (le)     | Familial          | Parcours scénique      |                                    | 1975       | 1980               | |
| Top Gun                   | Familial          | Manège d'avions        |                                    | avant 1990 | 2000               | Détruit pour laisser place au Loup Garou                                                                   |
| Tuf Tuf Club              | Familial          | Autos-tamponneuses     | Reverchon Design                   | 2001       | 2022               | Anciennement La Via Roma jusqu'en 2006. Détruit pour laisser place à Silverton                             |
| Tornado                   | Montagnes russes  | Double Corkscrew       | Vekoma                             | 1979       | 2002               | Détruit en 2006 pour laisser place au Vertigo                                                              |
| Turbo Lift (le)           | Sensations fortes | Tristar                | Huss Park Attractions              | 1978       | 1984               | Relocalisé dans les années 1980 à Walibi Rhône-Alpes, en 1995 à Walibi Flevo et en 2007 à La Mer de sable, |
| Vertigo                   | Montagnes russes  | Mountain Glider        | Doppelmayr                         | 2007       | 2008               | |

## Halloween
Le premier événement Halloween a lieu en 2000. La société américaine Six Flags, alors propriétaire du parc, ouvre avec succès pour la période d'Halloween quelques-uns de ces parcs en Europe.